# 2234 Schmadel
A 2234 Schmadel (ideiglenes jelöléssel 1977 HD) a Naprendszer kisbolygóövében található aszteroida. Hans-Emil Schuster fedezte fel 1977. április 27-én.